# Ransonering

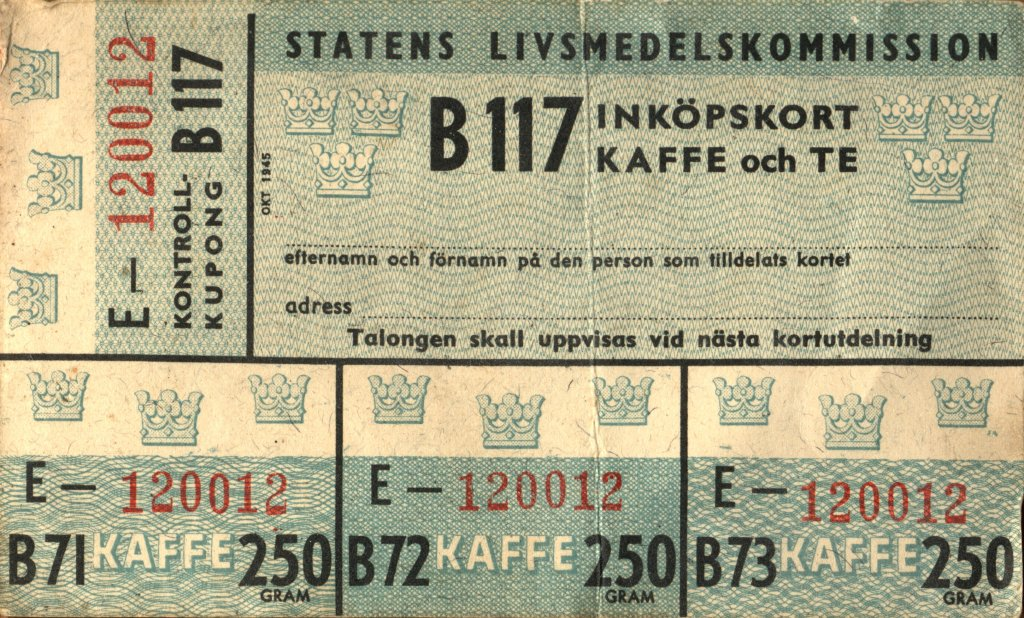
Ransoneringskort för kaffe och te från andra världskriget.

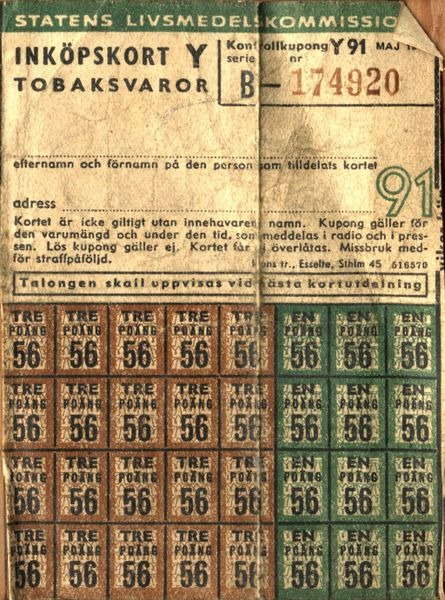
Ransoneringskort för tobaksvaror från andra världskriget.

Ransonering är begränsad distribution av vissa varor, där varje konsument får en bestämd ranson. Ransonering införs ofta under krigstid.
Ransonering kan ha flera orsaker:
- Varubrist – det finns inte tillräckligt mycket av en vara för att täcka behovet.
- Valutabrist – importen av en vara betalas i utländsk valuta som det råder brist på.
- Embargo – andra stater stoppar export av vissa typer av varor eller alla varor.
- Andra orsaker – till exempel det svenska motbokssystemet för alkoholvaror som infördes för att stävja dryckenskapen.

I en marknadsekonomi fördelas tillgängliga varor efter hur mycket konsumenterna vill betala. Enligt klassisk ekonomisk teori kommer priset på varan att sättas efter tillgång och efterfrågan, det vill säga om utbudet av en vara ökar kommer priset att gå ned.
Vissa varor kan dock anses särskilt nödvändiga men om det uppstår en bristsituation kommer vissa konsumenter inte ha råd med dessa nödvändiga varor. En stat kan i sådana fall besluta att införa ransonering – ett tak sätts på hur mycket av varan som konsumenten får köpa.
Ransonering följs ofta av uppkomsten av en svart marknad, det vill säga illegal handel med ransonerade varor. I storkrig som andra världskriget mobiliseras hela ekonomin och produktionen av "lyxvaror" som inte är viktiga för krigsinsatsen stoppas eller begränsas mycket.

## Ransonering i Sverige

### Livsmedel och andra förnödenheter

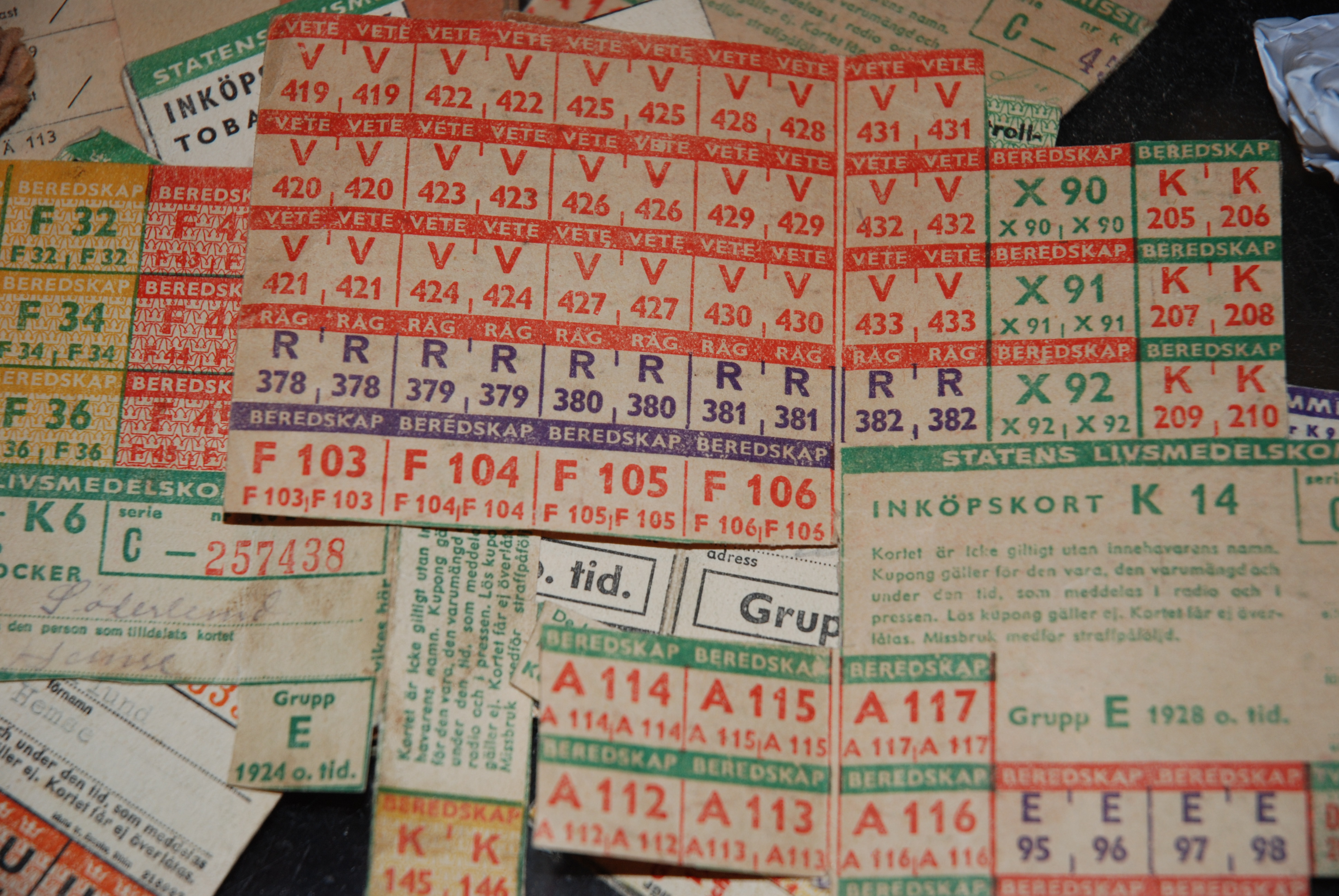
Ransoneringskort från Statens livsmedelskommission

Under första världskriget infördes ransonering 1916-1919. av bland annat socker, mjölk, bröd och kaffe.
Under och efter andra världskriget, mellan 1940 och fram till 1951, infördes ransonering av livsmedel och en speciell myndighet, Statens livsmedelskommission, inrättades som utfärdade speciella ransoneringskort för att styra upp tilldelningen. Bland annat ransonerades kaffe, te, kakao, kött, ägg, socker, sirap, grädde, kryddor, mjöl och bröd, matfett, ost, risgryn, havregryn, makaroner, potatismjöl, ärter, bönor och salt. Den först ransonerade varan blev kaffe, där ransonering pågick 27 mars 1940–31 oktober 145], och där kvoterna tidvis var 13 gram/person och vecka, en dryg tiondel av 1939 års konsumtion.
Även andra varor som det rådde särskild brist på såsom bensin, gummi, skor, textilvaror, tobaksvaror, rengöringsmedel, soda och ljus, ransonerades. Bensinen släpptes fri den 13 november 1945 och tobaksransoneringen upphörde den 22 september samma år. År 1948 återinfördes ransonering av bensin; orsaken var brist på utländsk valuta. 
Efter kriget försvann till en början så gott som samtliga ransoneringar, men de återinfördes och togs bort efter hand för att motverka en alltför stor import till Sverige. Staten ville kontrollera valutainförseln för att undvika en ekonomisk kollaps efter kriget då suget på importvaror som kaffe, gummi med mera var stort. Exempelvis var kaffe – det sista livsmedlet där ransoneringen togs bort – ransonerat mellan mars 1947 och augusti 1951.

### Elektricitet
Elektricitet har vid tillfällen under 1940- och 1970-talen ransonerats i Sverige.
På 1940-talet under andra världskriget ledde ett importförbud av kol och olja följt av en kall vinter till elransonering 1941–1942. Två år efter kriget ledde en torr sommar 1947 till elransonering vintern 1947–1948.
Somrarna 1968 och 1969 var mycket nederbördsfattiga, vilket följt av en kall vinter 1969/1970 ledde till elransonering i mars–april 1970.:5 Januari–mars 1974 infördes elransonering på grund av Oljekrisen 1973.

### Drivmedel

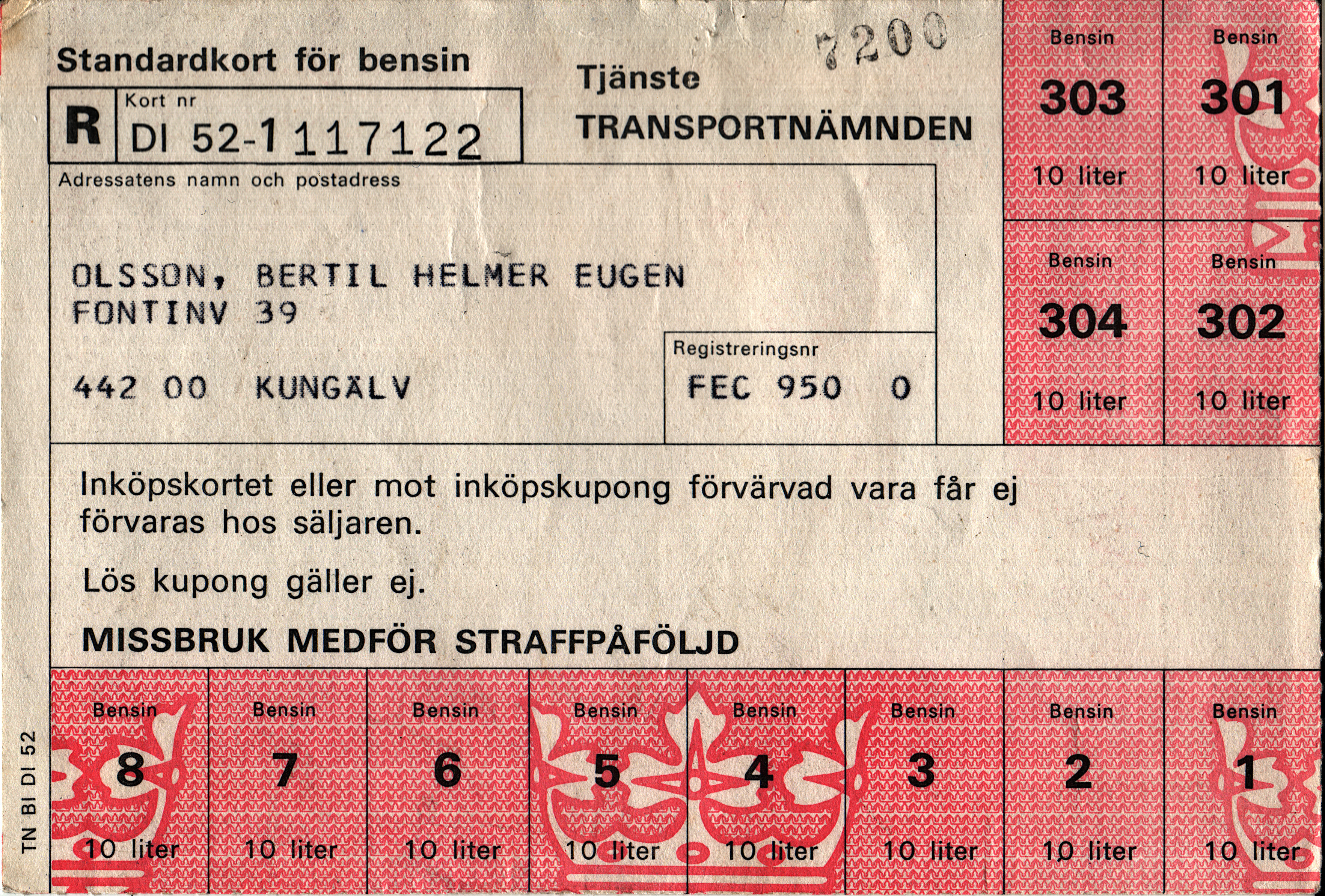
Ransoneringskort för bensin från år 1974.

Oljekrisen 1973-1974 innebar att bensin ransonerades under 1974.